# کلری
نام فعلی روستا : کلری و کفا
کلری کفا، روستایی است از توابع بخش لاریجان شهرستان آمل در دهستان نمارستاق است که از شرق با پلریه و از غرب با نمار همجوار است.این روستا از خاندان دیلمی و تیرگر تشکیل شده است.این روستا با شهرستان آمل ۷۰ کیلومتر فاصله دارد

## جمعیت
این روستا در دهستان نمارستاق قرار داشته و براساس آخرین سرشماری مرکز آمار ایران که در سال ۱۳۸۵ صورت گرفته، جمعیت آن ۷۳ نفر (۱۹خانوار) بوده‌است.